# Àcid cítric
L'àcid cítric (nom preferit per la IUPAC (PIN) àcid 2-hidroxipropan-1,2,3-tricarboxílic) és un àcid orgànic feble i és un conservant natural, i molt utilitzat, d'aliments (codi alimentari E-330). També es fa servir per donar un gust àcid a begudes no alcohòliques (per exemple les gasoses però no la beguda de cola) o aliments. En bioquímica és important com un pas intermedi en el cicle de l'àcid cítric i en el metabolisme de pràcticament tots els éssers vius. També es pot fer servir com a agent de neteja que no perjudica el medi ambient. A la indústria, es fa servir per dissoldre l'òxid de l'acer i per a la passivació d'acer inoxidable.
L'àcid cítric es troba en gran varietat de fruites i verdures, de manera especial n'hi ha molta concentració en els cítrics, com la llimona i la llima. La concentració d'àcid cítric en els cítrics va dels 0,005 mol/L en la taronja i l'aranja als 0,3 mol/L en llimones i llimes. Aquests valors depenen del cultivar i les circumstàncies de creixement.

## Història

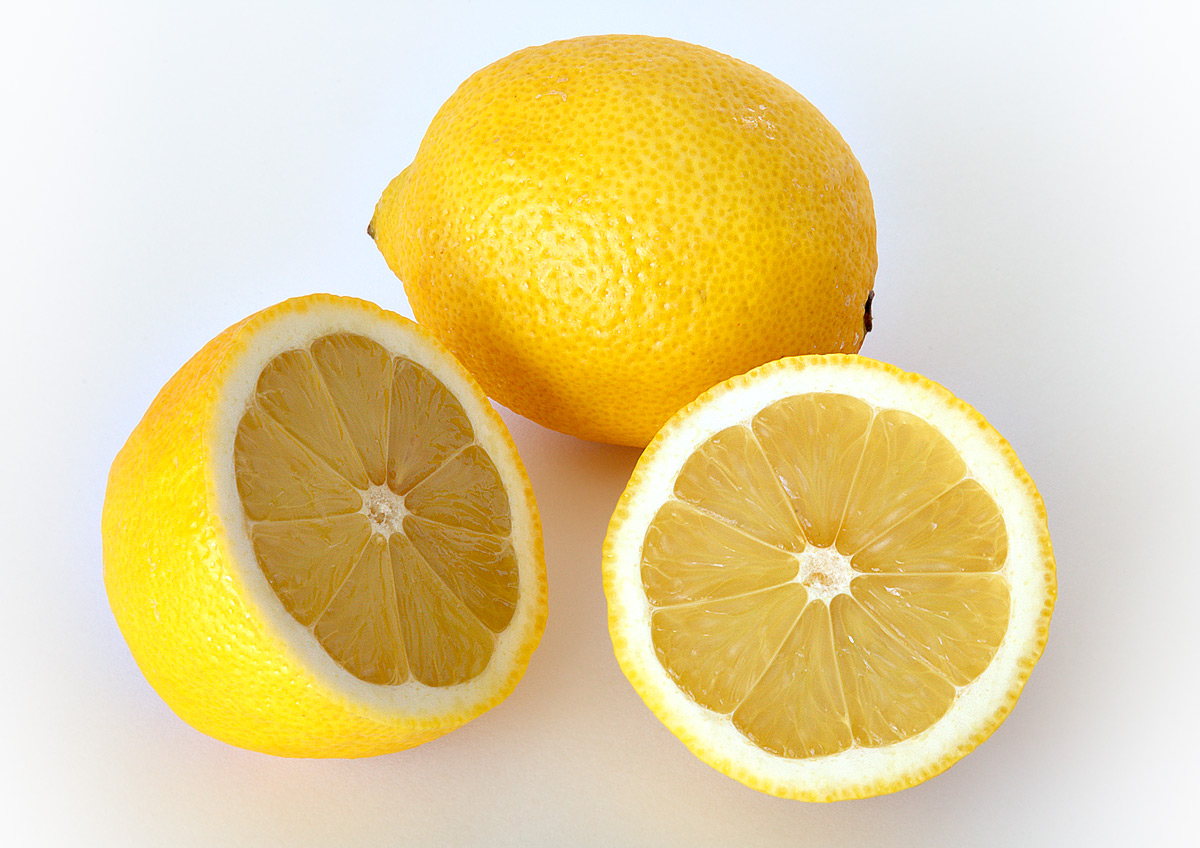
Llimones.

Es creu que al segle viii dC l'alquimista persa Jabir Ibn Hayyan (Geber) descobrí l'àcid cítric. Els estudiosos medievals europeus estaven al cas de la naturalesa àcida dels sucs de llima i llimona com es recull en l'enciclopèdia del segle xiii Speculum Majus (El gran espill), compilada per Vincent de Beauvais. L'àcid cítric va ser aïllat el 1784 pel químic suec Carl Wilhelm Scheele, qui el cristal·litzà del suc de llimona. La producció d'àcid cítric a escala industrial començà el 1890 basada en cítrics d'Itàlia.
El 1893, el químic i micòleg Carl Wehmer (1858-1935) descobrí que el fong Penicillium podia produir àcid cítric a partir del sucre. Però la producció microbiana d'aquest àcid no va ser important fins que la Primera Guerra Mundial interrompé les exportacions de cítrics italians. El 1917, es descobrí que també el fong Aspergillus niger podia produir eficientment àcid cítric que actualment és el mètode de producció d'àcid cítric més comunament emprat amb fonts de sucre barates.

## Propietats

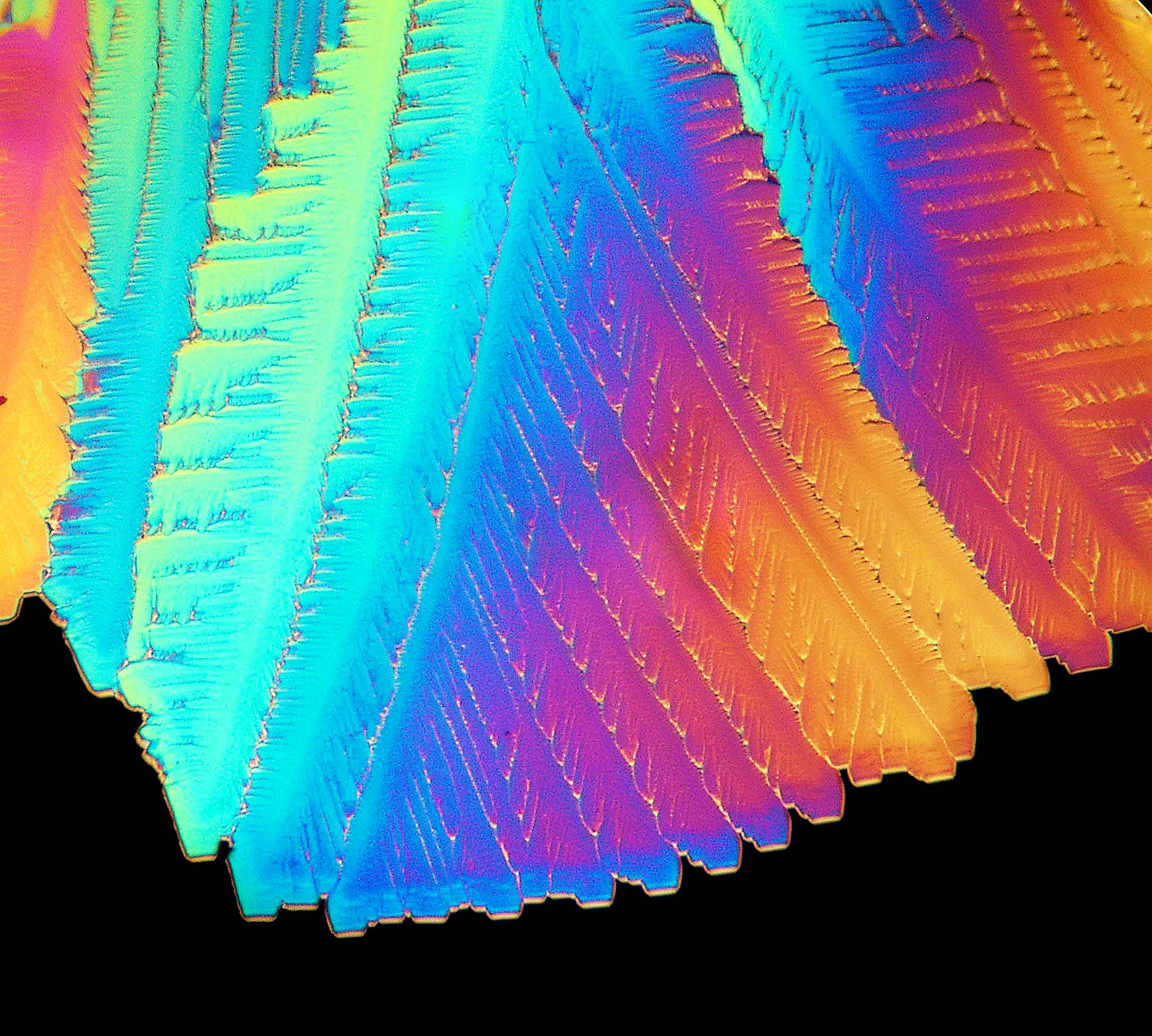
Cristall d'àcid cítric sota llum polaritzada, augmentat 200x

A temperatura ambient l'àcid cítric és una pols cristallina blanca, incolora i de gust àcid. Pot existir en forma anhidra (sense aigua) i cristal·litzant en aigua calenta o monohidratat, cristal·litzant en aigua freda. Té un punt de fusió de 153 °C i es descompon abans de bullir. La seva densitat és d'1,665 g/cm³ a 20 °C i la densitat del monohidrat 1,542 g/cm³. L'àcid cítric és molt soluble en aigua i en etanol, soluble en dietilèter i insoluble en benzè i cloroform.
L'estructura química comparteix les propietats d'altres àcids carboxílics. Quan s'escalfa per sobre dels 175 °C es descompon per la pèrdua de diòxid de carboni i d'aigua deixant un precipitat cristal·lí blanc.

## Cicle de Krebs
L'àcid cítric està involucrat en l'oxidació fisiològica dels greixos, proteïnes i glúcids a diòxid de carboni i aigua.
El cicle de Krebs, també conegut com el cicle de l'àcid cítric o cicle de l'àcid tricarboxílic (TCA), és un conjunt de reaccions que tenen lloc de forma cíclica i que a partir de la degradació d'acetil coenzim A generen CO₂ i H₂O i poder reductor, amb aprofitament de l'energia alliberada per a sintetitzar ATP.

## Síntesi d'altres compostos orgànics
L'àcid cítric és un precursor versàtil de molts altres compostos orgànics. Les rutes de deshidratació donen àcid itacònic i el seu anhídrid. L'àcid citracònic es pot produir mitjançant la isomerització tèrmica de l'anhídrid d'àcid itacònic. L'anhídrid d'àcid itacònic requerit s'obté per destil·lació en sec d'àcid cítric. L'àcid aconític es pot sintetitzar per deshidratació d'àcid cítric usant àcid sulfúric:
{\displaystyle {\ce {(HO2CCH2)2C(OH)CO2H -> HO2CCH=C(CO2H)CH2CO2H + H2O}}}
L'àcid acetondicarboxílic també es pot preparar per descarbonilació d'àcid cítric en àcid sulfúric fumant.

## Presència a la natura

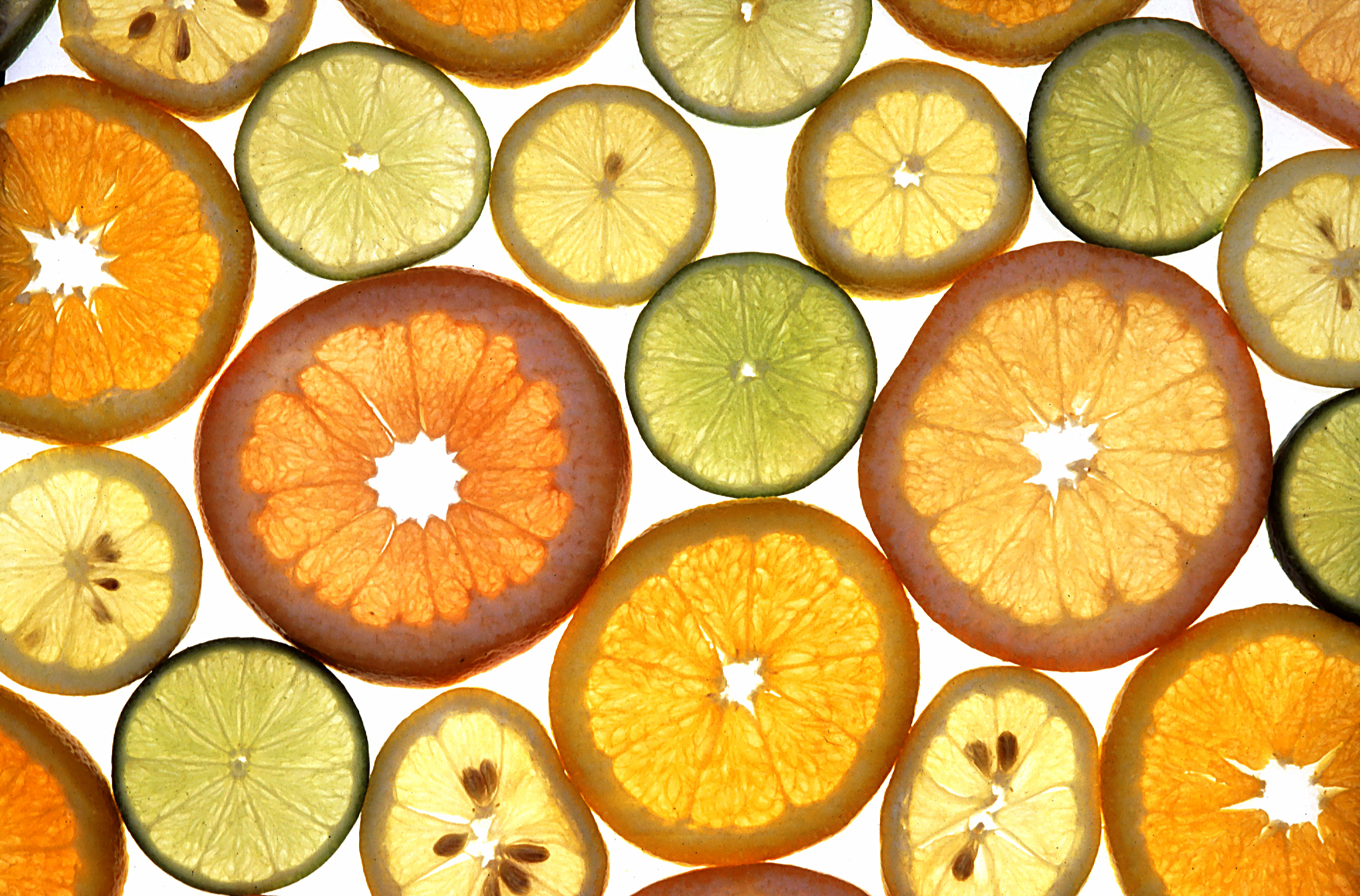
Les llimones, taronges, llimes i altres cítrics tenen altes concentracions d'àcid cítric.

L'àcid cítric existeix en una varietat de fruites i verdures, sobretot a fruites cítriques. Els llimones i les llimes tenen concentracions particularment altes de l'àcid. L'àcid cítric pot constituir tant com el 8% del pes sec d'aquestes fruites (al voltant de 47 g/l als sucs). concentracions d'àcid cítric a les fruites cítriques oscil·len entre 0,005 mol/L per a taronges i aranges a 0,30 mol/L en llimones i llimes; aquests valors varien dins de les espècies segons el cultivar i les circumstàncies en què es va cultivar la fruita.

## Obtenció de l'àcid cítric
L'àcid cítric s'obté principalment en la indústria gràcies a la fermentació de sucres com la sacarosa o la glucosa, realitzada per un microfong anomenat Aspergillus niger. El procés d'obtenció té diverses fases, que inclouen la preparació del substrat de melassa, la fermentació aeròbica de la sacarosa per l'Aspergillus, la separació de l'àcid cítric del substrat per precipitació en afegir hidròxid de calci o calç apagada, per formar citrat de calci. Després, s'afegeix àcid sulfúric, per recuperar la molècula d'àcid cítric i retirar el calci com sulfat de calci. L'eliminació d'impureses es realitza amb carbó activat i resines d'intercanvi catiònic i aniònic, i es continua amb la cristal·lització de l'àcid cítric, l'assecament o deshidratació, després se separa per mida de partícula i finalment s'empaca el producte. El producte anhidre és molt higroscòpic, per la qual cosa s'ha de guardar a baixa temperatura i amb humitat relativa; altrament, es formen terrossos de l'àcid.

## Producció
Més de la meitat de la producció mundial es fa a la Xina. El 2007, la producció mundial d'àcid cítric era d'unes 1.700.000 tones. La producció mundial va assolir un volum de 2.390.000 tones el 2020, amb un creixement constant a causa de l'augment de la demanda d'additius orgànics en la indústria alimentària i la indústria farmacèutica, el creixement de la població, l'augment de la renda disponible i la millora del nivell de vida, i la prohibició de l'ús de fosfats per les autoritats reguladores ha provocat la seva substitució per l'àcid cítric.

## Usos

### En alimentació

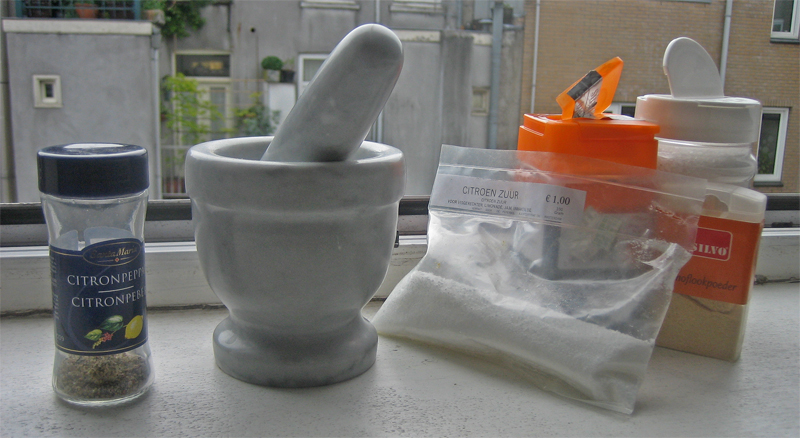
Àcid cítric en pols usat per preparar un condiment de llimona i pebre.

Com que és un dels àcids comestibles més forts, l'ús dominant de l'àcid cítric en alimentació és com a conservant en aliments i begudes i com a saboritzant, especialment en refrescos i dolços. A la Unió Europea l'àcid cítric quan s'usa com a additiu alimentari es pot denotar a l'etiquetatge dels aliments amb el número E330 (A nivell FAO/OMS s'identifica amb el número INS 330). Les sals de citrat de diversos metalls es fan servir per lliurar aquests minerals en una forma biològicament disponible en molts suplements dietètics. L'àcid cítric té 247 kcal per 100 g. Als Estats Units, els requisits de puresa per a l'àcid cítric com a additiu alimentari estan definits pel Codi de productes químics alimentaris (Food Chemicals Codex), publicat per la Farmacopea dels Estats Units (United States Pharmacopoeia).
L'àcid cítric es pot afegir al gelat com a agent emulsionant per evitar que els greixos se separin, al caramel per evitar la cristal·lització de la sacarosa o en receptes en lloc del suc de llimona fresca. L'àcid cítric s'usa amb bicarbonat de sodi en una àmplia gamma de fórmules efervescents, tant per a la ingestió (p. ex., pólvores i tauletes) com per a la cura personal (p. ex., sals de bany, bombes de bany i neteja de greix). L'àcid cítric que es ven en forma de pols seca es ven comunament en mercats i botigues de comestibles com a "sal agra", a causa de la seva semblança física amb la sal de taula. Té ús en aplicacions culinàries, com a alternativa al vinagre o suc de llimona on es necessiti un àcid pur. L'àcid cítric es pot fer servir en colorants alimentaris per equilibrar el nivell de pH d'un tint normalment bàsic.

### Agent de neteja i quelant

Estructura d'un complex de citrat de ferro (III).

L'àcid cítric és un excel·lent agent quelant que uneix metalls fent-los solubles. S'utilitza per eliminar i descoratjar l'acumulació de calç a calderes i evaporadors. Es pot fer servir per tractar l'aigua, cosa que el fa útil per millorar l'eficàcia dels sabons i detergents per a roba. En quelar els metalls en aigua dura, permet que aquests netejadors produeixin escuma i funcionin millor sense necessitat d'estovar l'aigua. L'àcid cítric és l'ingredient actiu d'algunes solucions de neteja per a banys i cuines. Una solució amb una concentració de sis per cent d'àcid cítric eliminarà les taques d'aigua dura del vidre sense fregar. L'àcid cítric es pot utilitzar al xampú per eliminar la cera i la coloració dels cabells. Il·lustratiu de les seves capacitats quelants, l'àcid cítric va ser el primer eluent reeixit utilitzat per a la separació total d'intercanvi iònic dels lantànids, durant el Projecte Manhattan a la dècada de 1940. A la dècada de 1950, va ser reemplaçat pel molt més eficient EDTA.
A la indústria, s'utilitza per dissoldre l'òxid de l'acer i passivar els acers inoxidables.